# Santa Maria de la Mer
Singles de Mireille Mathieu
À Blue Bayou
(1978) Un dernier mot d'amour
(1978)
Pistes de Fidèlement vôtre
Un clown dans mon cœur Il peut neiger sur la Neva
Santa Maria de la Mer est un titre interprété par la chanteuse française Mireille Mathieu. Cette chanson, sortie en 1978 chez Philips, est l'œuvre de Christian Bruhn pour la musique et d'Eddy Marnay pour les paroles. Souvent reprise sur ses compilations francophones, elle représente un de ses principaux succès discographiques. 
Ce titre est le second que Mireille chante avec les Petits Chanteurs à la croix de bois après Mille colombes.

## Crédits du 45 tours
Mireille est accompagnée par :
- le grand orchestre de Christian Bruhn pour Santa Maria de la Mer[2] ;
- le grand orchestre de Gabriel Yared pour Toi l'indien mon ami[2].

La photo de la pochette du 45 tours est de Norman Parkinson.

## Reprises
Comme pour la plupart de ses chansons, Mireille Mathieu reprendra ce titre dans d'autres langues. La première reprise sera allemande où cette chanson devient Santa Maria grâce au texte de Günther Behrle. Par la suite, elle connaîtra également deux versions en espagnol avec deux textes différents : la première, Madrecita del niňo dios, publiée en 1980 et la seconde, Santa María del Mar, que l'on peut retrouver sur Una mujer, l'album espagnol de 1991.

## Principaux supports discographiques
La chanson se retrouva pour la première fois sur le single du même nom sorti à la fin de l'année 1978 en France et publié par Philips avec ce titre en face A, et la chanson Toi l'indien mon ami en face B. Elle se retrouve également sur Fidèlement vôtre, l'album de 1978, également publié chez Philips.
Par la suite, elle est très souvent reprise sur les compilations francophones de la chanteuse comme celle sortie en 1988 chez Carrère, Les Plus Grands Succès de Mireille Mathieu, qui atteindra le double disque d'or avec plus de 200 000 exemplaires vendus, la compilation sortie chez EMI en avril 2005, Platinum Collection ou encore celle sortie en octobre 2014 en France chez Sony Music, Une vie d'amour qui atteint le disque d'or avec plus de 50 000 exemplaires vendus.

## Classements du 45 tours
| Pays              | Meilleure position | Certification | Ventes  |
| ----------------- | ------------------ | ------------- | ------- |
| France            | 4                  | Or            | 517 000 |
| Belgique Flandres | 24                 |               |         |
| Canada            | /                  | Or            | 75 000  |